# Singajaya (Cihampelas)
Singajaya is een bestuurslaag in het regentschap Bandung Barat van de provincie West-Java, Indonesië. Singajaya telt 6045 inwoners (volkstelling 2010).